# Monumento a las Mujeres de la Segunda Guerra Mundial

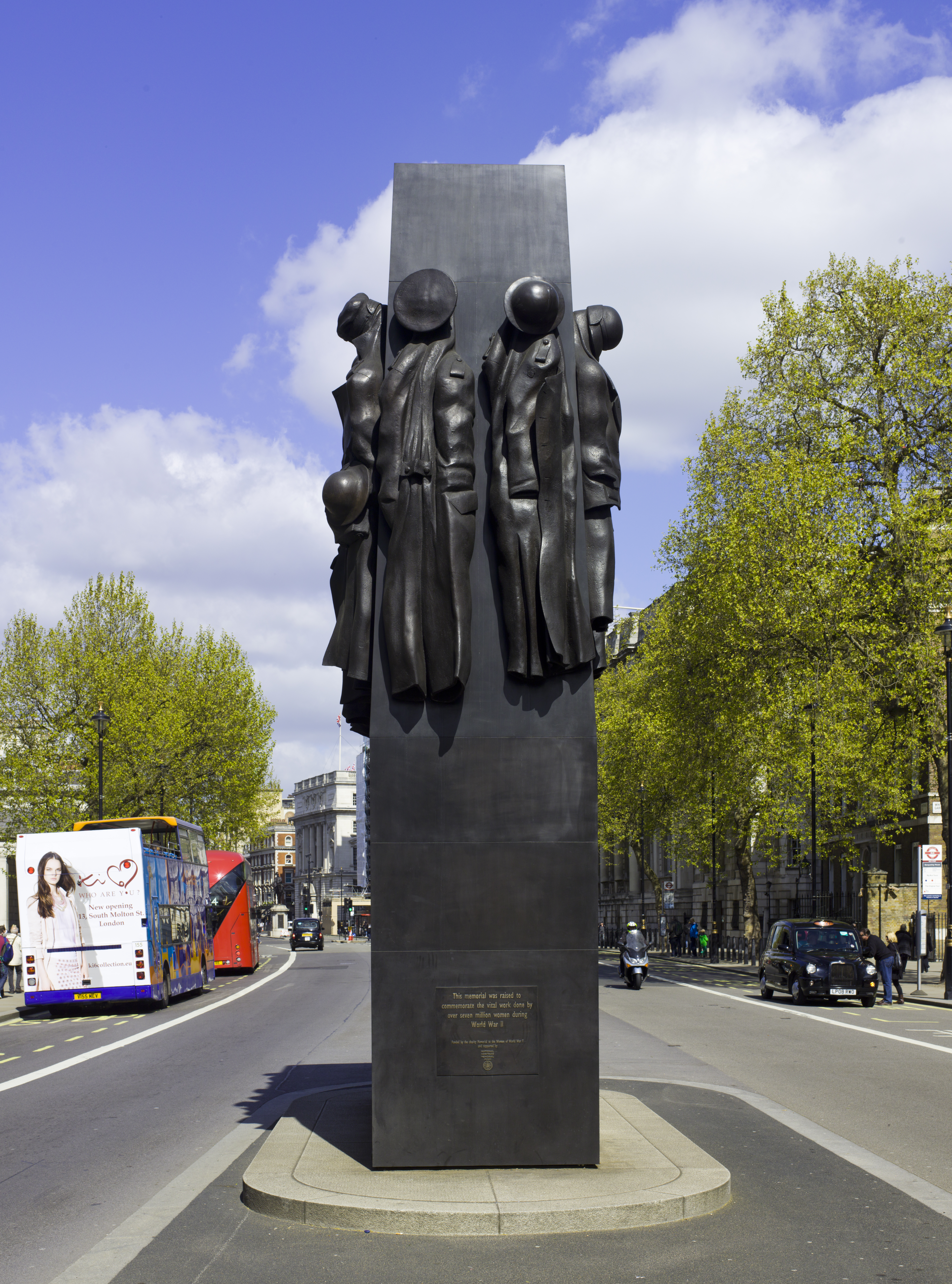
Monumento a las mujeres de la Segunda Guerra Mundial (mirando hacia el norte).

El Monumento a las Mujeres de la Segunda Guerra Mundial es un monumento de la guerra del Reino Unido situado en la calle Whitehall, de Londres, al norte del monumento El Cenotafio. Fue esculpido por John W. Mills, desvelado por la reina Isabel II del Reino Unido y patrocinado por la baronesa Boothroyd en julio de 2005.
La recaudación de fondos se llevó a cabo mediante un fondo de caridad creado con el propósito de establecer un monumento, con el National Heritage Memorial Fund donando para el proyecto. La baronesa Boothroyd también elevó el dinero en el programa de concurso británico ¿Quién quiere ser millonario?.

## Antecedentes
La idea de un monumento surgió con el mayor David McNally Robertson en 1997, que le fue informado de que, mientras muchos países tenían un monumento nacional de las labores que las mujeres llevaron a cabo durante la Segunda Guerra Mundial, el Reino Unido no tenía. Campañas anteriores solo se habían limitado a intentar generar fondos para una placa en la catedral de York con Robertson, y los ex artilleros Edna Storr y Mildred Veal dirigiendo la campaña. Un fideicomiso para recaudar fondos fue fundado, y se unieron la baronesa Boothroyd, la vocalista Vera Lynn y la princesa real del Reino Unido. Boothroyd se convirtió en la patrocinadora del fideicomiso, con Dame Vera y la princesa real convirtiéndose en vice-patrocinadoras. Los patrocinadores restantes fueron John Grogan, diputado por el distrito de Selby; Hugh Bayley, el diputado del distrito de York; La baronesa Finlay de Llandaff y el historiador Robert Crawford. La National Heritage Memorial Fund dio 934 115 libras para cubrir el costo del monumento, mientras que 800 000 libras fueron puestas por La baronesa Boothroyd que eligió el fondo en su caridad seleccionada cuando apareció en el programa de concursos ¿Quién quiere ser millonario? de la cadena de televisión ITV en 2002. Los fondos restantes se hicieron por el Memorial to the Women of World War II Fund, establecido en York.

## Diseño
El diseño inicial incluyó una mujer controladora de ataques aéreos resguardando a un grupo de niños; sin embargo, esto se simplificó hasta que se convirtió en el diseño final. El monumento de bronce tiene 22 pies (6,71 m) de altura, 16 pies (4,9 m) de largo y 6 pies (1,83 m) de ancho. Las letras de los lados replican el tipo de letra utilizado en las cartillas de racionamiento durante la guerra. Hay sobresaliendo en relieve 17 conjuntos individuales de ropa y uniformes alrededor del monumento, que simbolizan los cientos de diferentes trabajos, que las mujeres asumieron en la Segunda Guerra Mundial y luego entregaron a los hombres cuando regresaron a casa al final de la guerra. Estos equipos incluyen uniformes según lo usado por el Women's Land Army y Women's Royal Naval Service, capas de enfermería, conjuntos de la policía y máscaras de soldadura.

## Desvelado
El monumento fue desvelado el 9 de julio de 2005, dos días después de los Atentados del 7 de julio de 2005 en Londres, por la reina Isabel II como parte del 60 aniversario del fin de la Segunda Guerra Mundial. También estuvieron presentes en la ceremonia La baronesa Boothroyd, Margaret Thatcher, Vera Lynn y el secretario de Defensa, John Reid, así como un número de veteranas de guerra. A estas veteranas incluyeron a Nancy Wake, militar más condecorada de los aliados. Un desfile aéreo de cinco helicópteros militares se llevó a cabo, un  Apache, Sea King, Lynx, Chinook y Merlin, los cuales volaron por tripulaciones femeninas. Esto fue seguido por un desfile aéreo de dos Panavia Tornado ADVs, también tripulados por mujeres. La baronesa Boothroyd, patrocinadora del monumento y presidenta de la Cámara de los Comunes, dedicó una frase conmemorativa: 

This monument is dedicated to all the women who served our country and to the cause of freedom, in uniform and on the home front. I hope that future generations who pass this way will ask themselves: 'what sort of women were they?' and look at our history for the answer.
Este monumento está dedicado a todas las mujeres que han servido a nuestro país y a la causa de la libertad, en uniforme y en el frente interno. Espero que las futuras generaciones que pasen por esta calle se pregunten: ¿qué clase de mujeres eran ellas? y miren nuestra historia por respuesta.
baronesa Boothroyd.

## Vandalismo
En mayo de 2015, después de que el Partido Conservador británico ganó una mayoría en las elecciones generales, el monumento fue objeto de vandalismo con grafitis. Un portavoz de Downing Street lo llamó daño "vil", y al menos 17 personas fueron detenidas tras los enfrentamientos en Whitehall.